# Logemen’occupe
Logemen'occupe, est un organisme de défense des droits sociaux de l'Outaouais qui milite pour le droit au logement.
Il intervient auprès des pouvoirs publics depuis 1982, prend alors le relais d'associations antérieures, et s'implique dans la lutte contre la pauvreté et pour le logement. 
L'organisme lance un projet de logement associatif Mon Chez Nous, devient ainsi maître d'œuvre en construction de logements, et développe une politique d'entrepreneuriat associatif avec le soutien de l'État.
Il intervient auprès du gouvernement régional depuis 2007, soutient les programmes de logements sociaux et d'accès au logement, mène des actions concrètes à propos des logements insalubres,, et joue un rôle de sensibilisation et d'information auprès des particuliers.
L'organisme Logemen'occupe bénéficie de subventions jusqu'en décembre 2010, où le gouvernement fédéral interrompt son financement.

## Sources
- Louis Favreau, Gérald Larose, Abdou Fall, Altermondialisation, économie et coopération internationale, Presses de l'Université du Québec, 2004, pp. 195-197 [lire en ligne].
- J.-L. Boucher, A. Inkel, « Mouvement communautaire et logement social : les cas de Logemen'occupe et Mon Chez Nous », Cahiers de la chaire de recherche en développement communautaire, numéro PES 19, Université du Québec à Hull, 2001.
- « De l'inquiétude chez Logemen'occupe », Radio-Canada, 10 mai 2007 [lire en ligne].
- « Ajustements du prix des loyers en 2008: Logemen’Occupe réagit », Info07, 28 janvier 2008 [lire en ligne].
- « Logemen'occupe placarde un taudis », Cyberpresse, 30 septembre 2009 [lire en ligne].
- « Logemen'occupe dénonce l'inaction de Gatineau », Cyberpresse, 28 janvier 2010 [lire en ligne].
- Fonds Logemen'occupe (P189) - Bibliothèque et Archives nationales du Québec (BAnQ)